# Babosdöbréte
Babosdöbréte (hongrois : Babosdöbréte [ˈbɒboʃdøbreːtɛ]) est une localité hongroise située dans le comitat de Zala.

## Site et localisation

### Topographie et hydrographie
La localité se situe dans la région des collines de Zala, au cœur du Göcsej, dans la vallée du ruisseau de Pálosfa, à deux kilomètres à l'ouest des limites de Zalaegerszeg. Elle est composée de plusieurs entités distinctes, dont les localités rattachées de Kökényesmindszent et Rám. Historiquement, le village a toujours été structuré de manière dispersée (szeres település), formé de plusieurs noyaux. Il comptait autrefois deux autres hameaux aujourd'hui disparus : Ákosházapuszta et Sárkányrét.

## Histoire
La première mention écrite de Babosdöbréte remonte à 1128, lorsqu'elle était habitée par les várjobbágyok (« serviteurs du château ») de Zalavár. À partir du XIVe siècle, les sources évoquent de plus en plus fréquemment la famille Debretei, qui a joué un rôle important dans le développement de la localité. Aucun sceau ni document officiel de cette famille n'a toutefois été retrouvé à ce jour. Le village fut attaqué à plusieurs reprises par les Ottomans à partir du XVIe siècle, mais ce n'est qu'à la fin des années 1690 qu'il fut entièrement dépeuplé.
Le village était habité par des familles nobles, notamment par trois branches de la famille Debretei, qui se partagèrent les terres en 1366. En 1457, il possédait une chapelle, mais après la période ottomane, aucun lieu de culte n'était encore en activité. Au cours du XVIe siècle, les documents conservés témoignent de nombreux procès pour usurpation de terres, et la libération des habitants faits prisonniers par les Ottomans constituait également une lourde charge pour ceux restés sur place. Un registre de 1690 mentionne : « Döbritte, village désert, possession des Mileyi, dont le droit de propriété reste à clarifier ». En 1728, le domaine fut acquis par la famille Rosás ; à cette époque, Babosdöbréte était une filiale paroissiale de Milejszeg.
En 1778, le village comptait 171 fidèles relevant toujours de la paroisse de Milejszeg, mais devint en 1795 une filiale de la nouvelle paroisse de Nagylengyel. En 1828, il comptait 20 maisons et 158 habitants. Cette même année, selon les registres, la terre était exploitée selon un système à deux rotations : l'une semée de blé, seigle, avoine et maïs, l'autre laissée en jachère. En 1851, plusieurs petits nobles propriétaires y sont recensés.
Au XVIIIe siècle, le domaine changea souvent de propriétaire. Au XIXe siècle, la population du village augmenta légèrement, avant de connaître une forte croissance au XXe siècle. Restée isolée jusque-là, la localité est desservie par une ligne de bus depuis 1959, ce qui a entraîné une augmentation des déplacements domicile-travail, mais aussi un exode vers les villes proches, notamment Zalaegerszeg et Nagylengyel, où les habitants trouvent la plupart des opportunités d'emploi. Dans les années 2000, le village retrouve une certaine attractivité : de nouveaux habitants s'y installent. Le gaz de ville y est disponible depuis 2000, un réseau d'assainissement a été mis en place en 2006, et une aire de jeux moderne a été inaugurée en 2012.

## Population

### Minorités culturelles et religieuses
Lors du recensement de 2011, la population de la localité se déclarait à 98 % hongroise. Sur le plan religieux, 68,2 % des habitants se déclaraient catholiques romains, 2,2 % luthériens, 2 % réformés, tandis que 4,7 % se disaient sans appartenance religieuse.
Selon les données du recensement de 2022, 91,8 % des habitants s'identifiaient comme hongrois, 1 % comme Roms, 0,6 % comme Allemands, 0,6 % comme Roumains, 0,4 % comme Slovènes, et 2,5 % comme appartenant à d'autres nationalités non autochtones. 8,2 % des personnes n'ont pas déclaré leur appartenance ethnique. (Le total peut dépasser 100 % en raison des identités multiples.)
Concernant l'affiliation religieuse, 49,4 % des habitants se déclaraient catholiques romains, 1,8 % réformés, 0,8 % luthériens, 1,2 % autres catholiques, 1,4 % autres chrétiens, tandis que 6,4 % se déclaraient sans religion. 38,9 % des personnes n'ont pas répondu à cette question.

## Équipements

### Réseaux extra-urbains
La route secondaire 7407 traverse le territoire administratif de la localité entre Nagylengyel et Teskánd ; elle passe notamment par le hameau de Rám ainsi qu'à la limite occidentale du centre-village. Deux voies partent de cet axe pour rejoindre le centre de Babosdöbréte : l'une est numérotée 74146, l'autre est une voie secondaire sans numéro. Le hameau de Kökényesmindszent est également desservi par une voie non numérotée, qui rejoint plus au nord le carrefour des routes 7403 et 7401.
La localité est reliée à la ville chef-lieu par dix lignes d'autobus quotidiennes.

## Patrimoine local

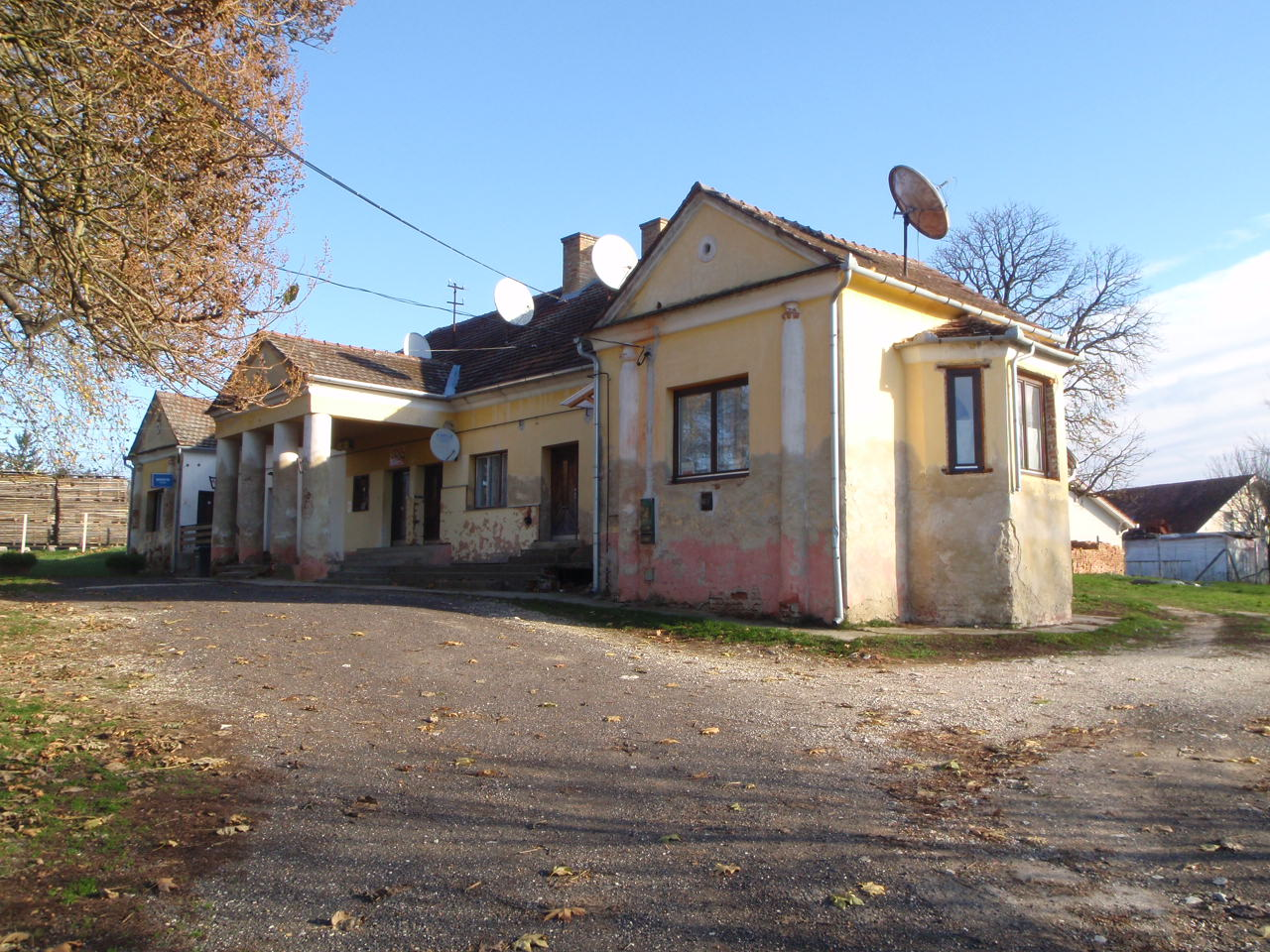
Le château seigneurial en attente de réhabilitation.

L'église dédiée au Sacré-Cœur de Jésus et à saint Emeric, construite entre 1933 et 1934, abrite dans sa crypte les sépultures de la famille Skublics, originaire de Besenyő et Velke. Elle renferme également, selon l'inscription, le monument funéraire de Walter Barthelmes, ingénieur connu pour avoir fondé la première manufacture d'armes hongroise.
Le château seigneurial, édifié au cours du XIXe siècle, bien que partiellement en ruines, reste un bel édifice. Sa restauration est envisagée depuis longtemps par la municipalité.

## La localité dans les représentations
La localité est mentionnée de manière indirecte dans le premier roman de l'humoriste Tibor Bödőcs, Meg se kínáltak, qui évoque de nombreux lieux du pays zalaïen. Babosdöbréte y apparaît dans le chapitre 42.